# Bouzincourt
Bouzincourt ist eine nordfranzösische Gemeinde mit 536 Einwohnern (Stand 1. Januar 2022) im Département Somme in der Region Hauts-de-France. Die Gemeinde gehört zum Kanton Albert und ist Teil der Communauté de communes du Pays du Coquelicot.

## Geographie
Bouzincourt liegt auf den Höhen nordwestlich des Flüsschens Ancre an der Départementsstraße D938 (der früheren Route nationale 338) rund vier Kilometer nordwestlich von Albert.

## Geschichte
Die Gemeinde, in der im Juli 1916 Kämpfe in der Schlacht an der Somme stattfanden, erhielt als Auszeichnung das Croix de guerre 1914–1918. 

## Einwohner
| 1962 | 1968 | 1975 | 1982 | 1990 | 1999 | 2006 | 2010 |
| ---- | ---- | ---- | ---- | ---- | ---- | ---- | ---- |
| 543  | 564  | 537  | 580  | 535  | 511  | 499  | 541  |

## Verwaltung
Bürgermeister (maire) ist seit 2008 Michel Letesse.	

## Sehenswürdigkeiten
- Die Kirche Saint-Honoré, im Ersten Weltkrieg völlig zerstört und 1920 wieder aufgebaut, mit bemerkenswerten Bleiglasfenstern der École de Nancy.
- Die als muche bezeichneten, gegen 1650 gegrabenen Souterrains.